# Decretum laudis
Das decretum laudis ist im katholischen Kirchenrecht ein Belobigungsdekret, mit dem der Papst eine institutionelle Neugründung (Orden, Priestergemeinschaft) offiziell gutheißt. Es bedeutet zwar noch keine endgültige Anerkennung, aber in der inneren Verwaltung die Unabhängigkeit vom Ortsbischof und damit die Entstehung eines Instituts päpstlichen Rechts.